# Carlo Chiarlo
Carlo Chiarlo (Pontremoli, 4 de noviembre de 1881 - Lucca, 21 de enero de 1964) fue un cardenal y arzobispo católico italiano.

## Biografía
Nació en Pontremoli el 4 de noviembre de 1881. Realizó sus estudios teológicos en Lucca, en el seminario de San Michele y en el seminario arzobispal. Fue ordenado sacerdote en 1904 y, después de iniciar una carrera diplomática, fue nombrado arzobispo titular de Amida en 1928. Se desempeñó como nuncio apostólico en Bolivia, Costa Rica, Nicaragua, Panamá y, finalmente, en Brasil. Además fungió como oficial de la Secretaría de Estado de la Ciudad del Vaticano en 1940 y 1958.
El Papa Juan XXIII lo elevó al rango de cardenal en el consistorio del 15 de diciembre de 1958. Participó en la primera y segunda sesión del Concilio Ecuménico Vaticano II, además, participó en el cónclave de 1963 donde fue electo Pablo VI. Falleció el 21 de enero de 1964 a la edad de 82 años.